# Morrill, Kansas
Morrill är en ort i Brown County i Kansas. Orten har fått sitt namn efter politikern Edmund Needham Morrill. Vid 2010 års folkräkning hade Morrill 230 invånare.